# Percy Verner Noble
Pour les articles homonymes, voir Percy Noble et Noble (homonymie).
Percy Verner Noble (18 décembre 1902-19 juin 1996) est un homme politique canadien de l'Ontario. Il est député fédéral progressiste-conservateur de la circonscription ontarienne de Grey-Nord de 1957 à 1968 et de Grey—Simcoe de 1968 à 1972.

## Biographie
Né à Shallow Lake (en) en Ontario, Noble apprend le métier de forgeron avec son père. Par après, il travaille à la ferme, sur les chemins de fer et dans l'industrie du charbon avant de devenir éleveur de visons. Il siège également au conseil de Shallow Lake à titre de conseiller et de préfet. 
Élu dans Grey-Nord en 1957, il est réélu en 1958, 1962, 1963, 1965 et dans Grey—Simcoe en 1968. Il ne se représente pas en 1972.